# Lake Junaluska, North Carolina
Lake Junaluska, North Carolina (енгл. Lake Junaluska) насељено је место без административног статуса у америчкој савезној држави Северна Каролина.

## Демографија
По попису из 2010. године број становника је 2.734, што је 59 (2,2%) становника више него 2000. године.
| Група             | 2000.         | 2010.         |
| Белци             | 2.610 (97,6%) | 2.642 (96,6%) |
| Афроамериканци    | 10 (0,4%)     | 8 (0,3%)      |
| Азијати           | 3 (0,1%)      | 9 (0,3%)      |
| Хиспаноамериканци | 36 (1,3%)     | 47 (1,7%)     |
| Укупно            | 2.675         | 2.734         |